# 문채희의 뮤직 큐
문채희의 뮤직 큐는 TBN 대구교통방송(대구 FM 103.9, 김천 FM 95.9MHz)에서 주말 오후 4시부터 5시 55분까지 방송되는 음악 프로그램이다.

## 프로그램 소개
- 언제 어디서나 음악이 필요할 때, 문채희의 "뮤직 큐!"

## 코너소개

### 토요일
- 팝스타, 어디까지 알고 있니? : 추억의 팝스타 이야기 함께해요
- 풀어 POP 이 곡! : 모르고 듣던 팝송 가사 이야기

### 일요일
- 알고 보고 POP : 영화, 드라마 OST와 퀴즈
- 어쩌다 마주친 그 곡 : 닮은 듯 다른 두 노래